# 札內車站
札內車站（日语：／ Satsunai eki */?）是位於北海道中川郡幕別町，屬於北海道旅客鐵道（JR北海道）根室本線的鐵路車站。車站編號為K32。電報略號為サナ。站名源自於阿伊努語的「sat-nay」，意思是「乾枯的河川」。

## 歷史
- 1910年1月7日：國有鐵道釧路線（後來的根室本線）車站開始營業。一般車站[2]。
- 1982年（昭和57年）9月10日 - 除貨物列車處理外，廢除專用線的運行。
- 1985年（昭和60年）6月1日 - 廢除行李處理。
- 1987年（昭和62年）4月1日 - 國鐵分割民營化後，由JR北海道及JR貨物繼承。
- 1992年（平成4年）4月1日 - 廢除日本貨物鐵道的車站，終止貨物處理。

## 車站構造

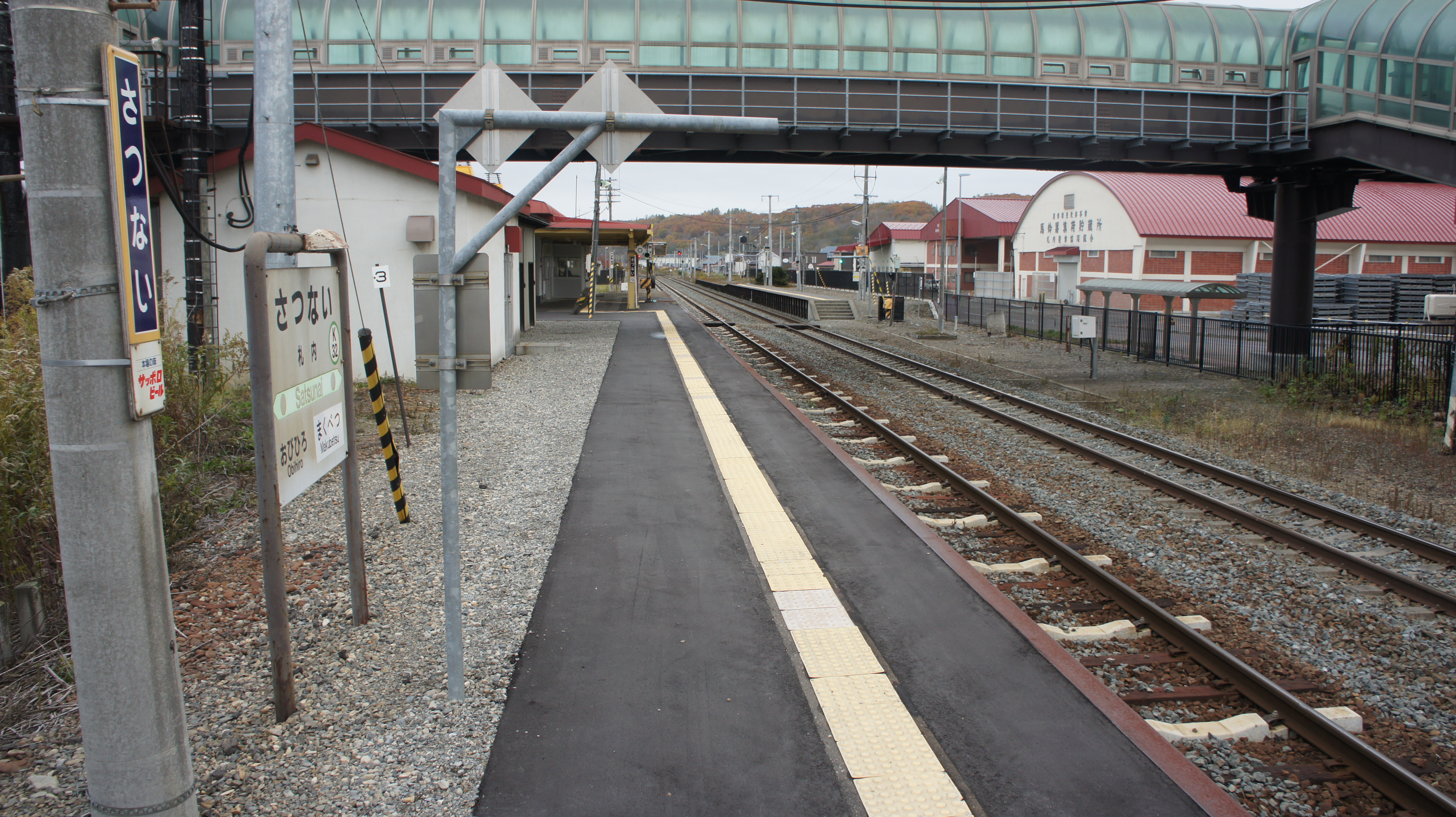
月台（2017年10月）

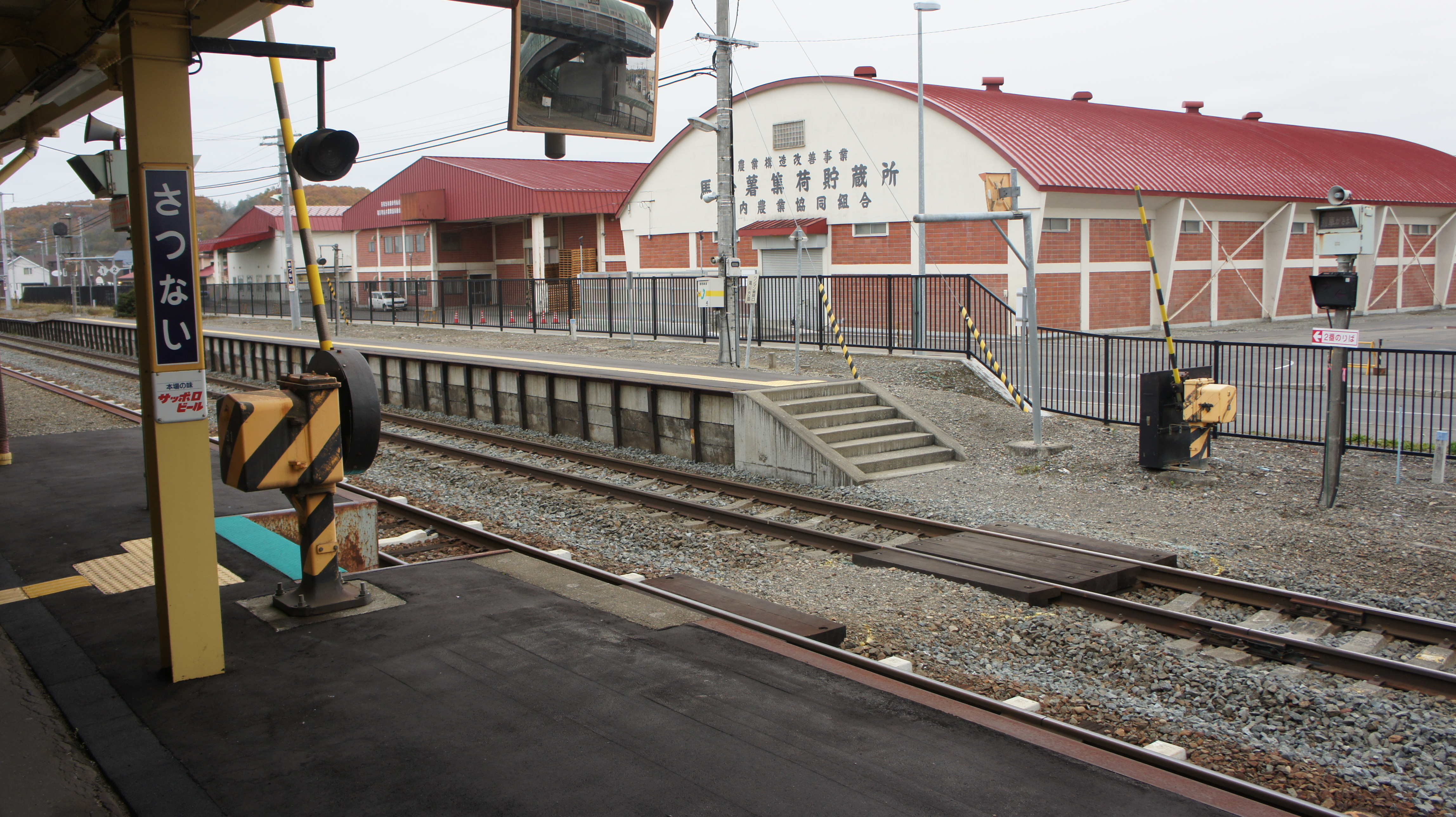
平交道（2017年10月）

本站屬於側式月台2面2線的地面車站，月台中央設有平交道。雖然上行及下行列車可以分別使用不同的路道，但是現在1號線給上下行的普通列車使用，而特急等列車則使用2號線。
站房位於整個車站的北側，其業務則是由JR道東旅遊服務負責（業務委託車站），營業時間為7時00分至16時50分，星期日及假期休息。站內也設有綠窗口。
鄰近站房東側的貨物月台於1982年（昭和57年）9月廢除。而車站東側是供大協石油的油庫及岩谷產業的石油氣中心使用的專用軌道，於1992年（平成4年）4月廢除。

## 車站周邊
由於附近設置不少大型農業倉庫，因此農業十分繁榮。為幕別町其中一個大型村落，亦與帶廣的新興住宅街距離不遠。
- 北海道道441號札內停車場線
- 國道38號
- 幕別町役場札內分所
- 帶廣警察署札內派出所
- 札內郵政局（併設日本郵政帶廣分店札內配送據點）
- 帶廣信用金庫札內分店
- 札內農業協同組合（JA）
- 私立江陵高等學校
- 幕別溫泉綠館
- 十勝巴士「札內」站

## 相鄰車站
北海道旅客鐵道（JR北海道）
■根室本線
帶廣（K31）－札內（K32）－幕別（K34）

## 外部連結
- （日語）JR北海道 － 札內車站 （页面存档备份，存于）
- （日語）札內車站 （页面存档备份，存于）
- （日語）全驛參觀之旅 （页面存档备份，存于）